# Oscar voor beste film
De Academy Award voor beste film (Engels: Academy Award for Best Picture, ook bekend als de Oscar voor beste film) is een jaarlijkse filmprijs van de Academy of Motion Picture Arts and Sciences. Het is een van de belangrijkste Academy Awards, voor de beste film van het voorgaande jaar. Welke films daarvoor in aanmerking komen wordt bepaald door mensen die werkzaam zijn in de filmindustrie. Uiteindelijk worden, vanaf 2010, maximaal tien titels bekendgemaakt die zijn genomineerd voor de prijs. Tijdens de jaarlijkse uitreiking wordt bekendgemaakt welke van deze titels de prijs wint. De Oscar wordt vanaf de ceremonie van 1952 uitgereikt aan de producent(en) van de film, voor die tijd werd de prijs toegekend aan de filmstudio. De eerste twee uitreikingen heette de prijs Outstanding Picture, daarna Outstanding Production en driemaal Outstanding Motion Picture. Vanaf de ceremonie van 1945 heette de categorie Best Motion Picture, sinds de ceremonie in 1963 heet de prijs simpelweg Best Picture, beste film.

## Winnaars en genomineerden
De winnaars staan bovenaan in vette letters op een gele achtergrond. De overige films en filmmaatschappijen of producenten die werden genomineerd staan eronder vermeld in alfabetische volgorde.

### 1927-1929
De prijs voor "Unieke en artistieke film" (Unique and Artistic Picture) is eenmalig uitgereikt, tijdens de eerste ceremonie.
| Jaar                      | Film                   | Filmstudio |
| ------------------------- | ---------------------- | ---------- |
| 1927-28 (1e)              |                        |            |
| Beste film                |                        |            |
| Wings                     | Paramount Famous Lasky |            |
| The Racket                | The Caddo Company      |            |
| 7th Heaven                | Fox                    |            |
| Unieke en artistieke film |                        |            |
| Sunrise                   | Fox                    |            |
| Chang                     | Paramount Famous Lasky |            |
| The Crowd                 | Metro-Goldwyn-Mayer    |            |
| 1928-29 (2e)              |                        |            |
| The Broadway Melody       | Metro-Goldwyn-Mayer    |            |
| Alibi                     | Feature Productions    |            |
| Hollywood Revue           | Metro-Goldwyn-Mayer    |            |
| In Old Arizona            | Fox                    |            |
| The Patriot               | Paramount Famous Lasky |            |

### 1930-1939
| Jaar                              | Film                                | Filmstudio |
| --------------------------------- | ----------------------------------- | ---------- |
| 1929-30 (3e)                      |                                     |            |
| All Quiet on the Western Front    | Universal                           |            |
| The Big House                     | Cosmopolitan                        |            |
| Disraeli                          | Warner Bros.                        |            |
| The Divorcee                      | Metro-Goldwyn-Mayer                 |            |
| The Love Parade                   | Paramount Famous Lasky              |            |
| 1930-31 (4e)                      |                                     |            |
| Cimarron                          | RKO Radio                           |            |
| East Lynne                        | Fox                                 |            |
| The Front Page                    | The Caddo Company                   |            |
| Skippy                            | Paramount Publix                    |            |
| Trader Horn                       | Metro-Goldwyn-Mayer                 |            |
| 1931-32 (5e)                      |                                     |            |
| Grand Hotel                       | Metro-Goldwyn-Mayer                 |            |
| Arrowsmith                        | Samuel Goldwyn Productions          |            |
| Bad Girl                          | Fox                                 |            |
| The Champ                         | Metro-Goldwyn-Mayer                 |            |
| Five Star Final                   | First National                      |            |
| One Hour with You                 | Paramount Publix                    |            |
| Shanghai Express                  | Paramount Publix                    |            |
| The Smiling Lieutenant            | Paramount Publix                    |            |
| 1932-33 (6e)                      |                                     |            |
| Cavalcade                         | Fox                                 |            |
| 42nd Street                       | Warner Bros.                        |            |
| A Farewell to Arms                | Paramount                           |            |
| I Am a Fugitive from a Chain Gang | Warner Bros.                        |            |
| Lady for a Day                    | Columbia                            |            |
| Little Women                      | RKO Radio                           |            |
| The Private Life of Henry VIII    | London Films                        |            |
| She Done Him Wrong                | Paramount                           |            |
| Smilin' Through                   | Metro-Goldwyn-Mayer                 |            |
| State Fair                        | Fox                                 |            |
| 1934 (7e)                         |                                     |            |
| It Happened One Night             | Columbia                            |            |
| The Barretts of Wimpole Street    | Metro-Goldwyn-Mayer                 |            |
| Cleopatra                         | Paramount                           |            |
| Flirtation Walk                   | First National                      |            |
| The Gay Divorcee                  | RKO Radio                           |            |
| Here Comes the Navy               | Warner Bros.                        |            |
| The House of Rothschild           | 20th Century                        |            |
| Imitation of Life                 | Universal                           |            |
| One Night of Love                 | Columbia                            |            |
| The Thin Man                      | Metro-Goldwyn-Mayer                 |            |
| Viva Villa!                       | Metro-Goldwyn-Mayer                 |            |
| The White Parade                  | Jesse L. Lasky                      |            |
| 1935 (8e)                         |                                     |            |
| Mutiny on the Bounty              | Metro-Goldwyn-Mayer                 |            |
| Alice Adams                       | RKO Radio                           |            |
| Broadway Melody of 1936           | Metro-Goldwyn-Mayer                 |            |
| Captain Blood                     | Cosmopolitan                        |            |
| David Copperfield                 | Metro-Goldwyn-Mayer                 |            |
| The Informer                      | RKO Radio                           |            |
| Les Misérables                    | 20th Century                        |            |
| The Lives of a Bengal Lancer      | Paramount                           |            |
| A Midsummer Night's Dream         | Warner Bros.                        |            |
| Naughty Marietta                  | Metro-Goldwyn-Mayer                 |            |
| Ruggles of Red Gap                | Paramount                           |            |
| Top Hat                           | RKO Radio                           |            |
| 1936 (9e)                         |                                     |            |
| The Great Ziegfeld                | Metro-Goldwyn-Mayer                 |            |
| Anthony Adverse                   | Warner Bros.                        |            |
| Dodsworth                         | Samuel Goldwyn Productions          |            |
| Libeled Lady                      | Metro-Goldwyn-Mayer                 |            |
| Mr. Deeds Goes to Town            | Columbia                            |            |
| Romeo and Juliet                  | Metro-Goldwyn-Mayer                 |            |
| San Francisco                     | Metro-Goldwyn-Mayer                 |            |
| The Story of Louis Pasteur        | Cosmopolitan                        |            |
| A Tale of Two Cities              | Metro-Goldwyn-Mayer                 |            |
| Three Smart Girls                 | Universal                           |            |
| 1937 (10e)                        |                                     |            |
| The Life of Emile Zola            | Warner Bros.                        |            |
| The Awful Truth                   | Columbia                            |            |
| Captains Courageous               | Metro-Goldwyn-Mayer                 |            |
| Dead End                          | Samuel Goldwyn Productions          |            |
| The Good Earth                    | Metro-Goldwyn-Mayer                 |            |
| In Old Chicago                    | 20th Century-Fox                    |            |
| Lost Horizon                      | Columbia                            |            |
| One Hundred Men and a Girl        | Universal                           |            |
| Stage Door                        | RKO Radio                           |            |
| A Star Is Born                    | Selznick International Pictures     |            |
| 1938 (11e)                        |                                     |            |
| You Can't Take It with You        | Columbia                            |            |
| The Adventures of Robin Hood      | Warner Bros.-First National         |            |
| Alexander's Ragtime Band          | 20th Century-Fox                    |            |
| Boys Town                         | Metro-Goldwyn-Mayer                 |            |
| The Citadel                       | Metro-Goldwyn-Mayer                 |            |
| Four Daughters                    | Warner Bros.-First National         |            |
| Grand Illusion                    | Réalisation d'art cinématographique |            |
| Jezebel                           | Warner Bros.                        |            |
| Pygmalion                         | Metro-Goldwyn-Mayer                 |            |
| Test Pilot                        | Metro-Goldwyn-Mayer                 |            |
| 1939 (12e)                        |                                     |            |
| Gone with the Wind                | Selznick International Pictures     |            |
| Dark Victory                      | Warner Bros.-First National         |            |
| Goodbye, Mr. Chips                | Metro-Goldwyn-Mayer                 |            |
| Love Affair                       | RKO Radio                           |            |
| Mr. Smith Goes to Washington      | Columbia                            |            |
| Ninotchka                         | Metro-Goldwyn-Mayer                 |            |
| Of Mice and Men                   | Hal Roach                           |            |
| Stagecoach                        | Walter Wanger                       |            |
| The Wizard of Oz                  | Metro-Goldwyn-Mayer                 |            |
| Wuthering Heights                 | Samuel Goldwyn Productions          |            |

### 1940-1949
| Jaar                             | Film                            | Filmstudio |
| -------------------------------- | ------------------------------- | ---------- |
| 1940 (13e)                       |                                 |            |
| Rebecca                          | Selznick International Pictures |            |
| All This, and Heaven Too         | Warner Bros.                    |            |
| Foreign Correspondent            | Walter Wanger                   |            |
| The Grapes of Wrath              | 20th Century-Fox                |            |
| The Great Dictator               | Charles Chaplin Productions     |            |
| Kitty Foyle                      | RKO Radio                       |            |
| The Letter                       | Warner Bros.                    |            |
| The Long Voyage Home             | Argosy-Wanger                   |            |
| Our Town                         | Sol Lesser                      |            |
| The Philadelphia Story           | Metro-Goldwyn-Mayer             |            |
| 1941 (14e)                       |                                 |            |
| How Green Was My Valley          | 20th Century-Fox                |            |
| Blossoms in the Dust             | Metro-Goldwyn-Mayer             |            |
| Citizen Kane                     | Mercury                         |            |
| Here Comes Mr. Jordan            | Columbia                        |            |
| Hold Back the Dawn               | Paramount                       |            |
| The Little Foxes                 | Samuel Goldwyn Productions      |            |
| The Maltese Falcon               | Warner Bros.                    |            |
| One Foot in Heaven               | Warner Bros.                    |            |
| Sergeant York                    | Warner Bros.                    |            |
| Suspicion                        | RKO Radio                       |            |
| 1942 (15e)                       |                                 |            |
| Mrs. Miniver                     | Metro-Goldwyn-Mayer             |            |
| The Invaders                     | Ortus                           |            |
| Kings Row                        | Warner Bros.                    |            |
| The Magnificent Ambersons        | Mercury                         |            |
| The Pied Piper                   | 20th Century-Fox                |            |
| The Pride of the Yankees         | Samuel Goldwyn Productions      |            |
| Random Harvest                   | Metro-Goldwyn-Mayer             |            |
| The Talk of the Town             | Columbia                        |            |
| Wake Island                      | Paramount                       |            |
| Yankee Doodle Dandy              | Warner Bros.                    |            |
| 1943 (16e)                       |                                 |            |
| Casablanca                       | Warner Bros.                    |            |
| For Whom the Bell Tolls          | Paramount                       |            |
| Heaven Can Wait                  | 20th Century-Fox                |            |
| The Human Comedy                 | Metro-Goldwyn-Mayer             |            |
| In Which We Serve                | Two Cities                      |            |
| Madame Curie                     | Metro-Goldwyn-Mayer             |            |
| The More the Merrier             | Columbia                        |            |
| The Ox-Bow Incident              | 20th Century-Fox                |            |
| The Song of Bernadette           | 20th Century-Fox                |            |
| Watch on the Rhine               | Warner Bros.                    |            |
| 1944 (17e)                       |                                 |            |
| Going My Way                     | Paramount                       |            |
| Double Indemnity                 | Paramount                       |            |
| Gaslight                         | Metro-Goldwyn-Mayer             |            |
| Since You Went Away              | Selznick International Pictures |            |
| Wilson                           | 20th Century-Fox                |            |
| 1945 (18e)                       |                                 |            |
| The Lost Weekend                 | Paramount                       |            |
| Anchors Aweigh                   | Metro-Goldwyn-Mayer             |            |
| The Bells of St. Mary's          | Rainbow Productions             |            |
| Mildred Pierce                   | Warner Bros.                    |            |
| Spellbound                       | Selznick International Pictures |            |
| 1946 (19e)                       |                                 |            |
| The Best Years of Our Lives      | Samuel Goldwyn Productions      |            |
| Henry V                          | J. Arthur Rank-Two Cities Films |            |
| It's a Wonderful Life            | Liberty Films                   |            |
| The Razor's Edge                 | 20th Century-Fox                |            |
| The Yearling                     | Metro-Goldwyn-Mayer             |            |
| 1947 (20e)                       |                                 |            |
| Gentleman's Agreement            | 20th Century-Fox                |            |
| The Bishop's Wife                | Samuel Goldwyn Productions      |            |
| Crossfire                        | RKO Radio                       |            |
| Great Expectations               | J. Arthur Rank-Cineguild        |            |
| Miracle on 34th Street           | 20th Century-Fox                |            |
| 1948 (21e)                       |                                 |            |
| Hamlet                           | J. Arthur Rank-Two Cities Films |            |
| Johnny Belinda                   | Warner Bros.                    |            |
| The Red Shoes                    | J. Arthur Rank-Archers          |            |
| The Snake Pit                    | 20th Century-Fox                |            |
| The Treasure of the Sierra Madre | Warner Bros.                    |            |
| 1949 (22e)                       |                                 |            |
| All the King's Men               | Robert Rossen Productions       |            |
| Battleground                     | Metro-Goldwyn-Mayer             |            |
| The Heiress                      | Paramount                       |            |
| A Letter to Three Wives          | 20th Century-Fox                |            |
| Twelve O'Clock High              | 20th Century-Fox                |            |

### 1950-1959
| Jaar                            | Film                             | Filmstudio / Producent(en) |
| ------------------------------- | -------------------------------- | -------------------------- |
| 1950 (23e)                      |                                  |                            |
| All About Eve                   | 20th Century-Fox                 |                            |
| Born Yesterday                  | Columbia                         |                            |
| Father of the Bride             | Metro-Goldwyn-Mayer              |                            |
| King Solomon's Mines            | Metro-Goldwyn-Mayer              |                            |
| Sunset Blvd.                    | Paramount                        |                            |
| 1951 (24e)                      |                                  |                            |
| An American in Paris            | Arthur Freed                     |                            |
| Decision Before Dawn            | Anatole Litvak en Frank McCarthy |                            |
| A Place in the Sun              | George Stevens                   |                            |
| Quo Vadis                       | Sam Zimbalist                    |                            |
| A Streetcar Named Desire        | Charles K. Feldman               |                            |
| 1952 (25e)                      |                                  |                            |
| The Greatest Show on Earth      | Cecil B. DeMille                 |                            |
| High Noon                       | Stanley Kramer                   |                            |
| Ivanhoe                         | Pandro S. Berman                 |                            |
| Moulin Rouge                    | Romulus Films                    |                            |
| The Quiet Man                   | John Ford en Merian C. Cooper    |                            |
| 1953 (26e)                      |                                  |                            |
| From Here to Eternity           | Buddy Adler                      |                            |
| Julius Caesar                   | John Houseman                    |                            |
| The Robe                        | Frank Ross                       |                            |
| Roman Holiday                   | William Wyler                    |                            |
| Shane                           | George Stevens                   |                            |
| 1954 (27e)                      |                                  |                            |
| On the Waterfront               | Sam Spiegel                      |                            |
| The Caine Mutiny                | Stanley Kramer                   |                            |
| The Country Girl                | William Perlberg                 |                            |
| Seven Brides for Seven Brothers | Jack Cummings                    |                            |
| Three Coins in the Fountain     | Sol C. Siegel                    |                            |
| 1955 (28e)                      |                                  |                            |
| Marty                           | Harold Hecht                     |                            |
| Love Is a Many-Splendored Thing | Buddy Adler                      |                            |
| Mister Roberts                  | Leland Hayward                   |                            |
| Picnic                          | Fred Kohlmar                     |                            |
| The Rose Tattoo                 | Hal B. Wallis                    |                            |
| 1956 (29e)                      |                                  |                            |
| Around the World in 80 Days     | Michael Todd                     |                            |
| Friendly Persuasion             | William Wyler                    |                            |
| Giant                           | George Stevens en Henry Ginsberg |                            |
| The King and I                  | Charles Brackett                 |                            |
| The Ten Commandments            | Cecil B. DeMille                 |                            |
| 1957 (30e)                      |                                  |                            |
| The Bridge on the River Kwai    | Sam Spiegel                      |                            |
| 12 Angry Men                    | Henry Fonda en Reginald Rose     |                            |
| Peyton Place                    | Jerry Wald                       |                            |
| Sayonara                        | William Goetz                    |                            |
| Witness for the Prosecution     | Arthur Hornblow jr.              |                            |
| 1958 (31e)                      |                                  |                            |
| Gigi                            | Arthur Freed                     |                            |
| Auntie Mame                     | Warner Bros.                     |                            |
| Cat on a Hot Tin Roof           | Lawrence Weingarten              |                            |
| The Defiant Ones                | Stanley Kramer                   |                            |
| Separate Tables                 | Harold Hecht                     |                            |
| 1959 (32e)                      |                                  |                            |
| Ben-Hur                         | Sam Zimbalist                    |                            |
| Anatomy of a Murder             | Otto Preminger                   |                            |
| The Diary of Anne Frank         | George Stevens                   |                            |
| The Nun's Story                 | Henry Blanke                     |                            |
| Room at the Top                 | John Woolf en James Woolf        |                            |

### 1960-1969
| Jaar                                                                 | Film                                     | Producent(en) |
| -------------------------------------------------------------------- | ---------------------------------------- | ------------- |
| 1960 (33e)                                                           |                                          |               |
| The Apartment                                                        | Billy Wilder                             |               |
| The Alamo                                                            | John Wayne                               |               |
| Elmer Gantry                                                         | Bernard Smith                            |               |
| Sons and Lovers                                                      | Jerry Wald                               |               |
| The Sundowners                                                       | Fred Zinnemann                           |               |
| 1961 (34e)                                                           |                                          |               |
| West Side Story                                                      | Robert Wise                              |               |
| Fanny                                                                | Joshua Logan                             |               |
| The Guns of Navarone                                                 | Carl Foreman                             |               |
| The Hustler                                                          | Robert Rossen                            |               |
| Judgment at Nuremberg                                                | Stanley Kramer                           |               |
| 1962 (35e)                                                           |                                          |               |
| Lawrence of Arabia                                                   | Sam Spiegel                              |               |
| The Longest Day                                                      | Darryl F. Zanuck                         |               |
| Meredith Willson's The Music Man                                     | Morton Da Costa                          |               |
| Mutiny on the Bounty                                                 | Aaron Rosenberg                          |               |
| To Kill a Mockingbird                                                | Alan J. Pakula                           |               |
| 1963 (36e)                                                           |                                          |               |
| Tom Jones                                                            | Tony Richardson                          |               |
| America, America                                                     | Elia Kazan                               |               |
| Cleopatra                                                            | Walter Wanger                            |               |
| How the West Was Won                                                 | Bernard Smith                            |               |
| Lilies of the Field                                                  | Ralph Nelson                             |               |
| 1964 (37e)                                                           |                                          |               |
| My Fair Lady                                                         | Jack L. Warner                           |               |
| Becket                                                               | Hal B. Wallis                            |               |
| Dr. Strangelove or: How I Learned to Stop Worrying and Love the Bomb | Stanley Kubrick                          |               |
| Mary Poppins                                                         | Walt Disney en Bill Walsh                |               |
| Zorba the Greek                                                      | Michael Cacoyannis                       |               |
| 1965 (38e)                                                           |                                          |               |
| The Sound of Music                                                   | Robert Wise                              |               |
| Darling                                                              | Joseph Janni                             |               |
| Doctor Zhivago                                                       | Carlo Ponti                              |               |
| Ship of Fools                                                        | Stanley Kramer                           |               |
| A Thousand Clowns                                                    | Fred Coe                                 |               |
| 1966 (39e)                                                           |                                          |               |
| A Man for All Seasons                                                | Fred Zinnemann                           |               |
| Alfie                                                                | Lewis Gilbert                            |               |
| The Russians Are Coming, the Russians Are Coming                     | Norman Jewison                           |               |
| The Sand Pebbles                                                     | Robert Wise                              |               |
| Who's Afraid of Virginia Woolf?                                      | Ernest Lehman                            |               |
| 1967 (40e)                                                           |                                          |               |
| In the Heat of the Night                                             | Walter Mirisch                           |               |
| Bonnie and Clyde                                                     | Warren Beatty                            |               |
| Doctor Dolittle                                                      | Arthur P. Jacobs                         |               |
| The Graduate                                                         | Lawrence Turman                          |               |
| Guess Who's Coming to Dinner                                         | Stanley Kramer                           |               |
| 1968 (41e)                                                           |                                          |               |
| Oliver!                                                              | John Woolf                               |               |
| Funny Girl                                                           | Ray Stark                                |               |
| The Lion in Winter                                                   | Martin Poll                              |               |
| Rachel, Rachel                                                       | Paul Newman                              |               |
| Romeo and Juliet                                                     | Anthony Havelock-Allan en John Brabourne |               |
| 1969 (42e)                                                           |                                          |               |
| Midnight Cowboy                                                      | Jerome Hellman                           |               |
| Anne of the Thousand Days                                            | Hal B. Wallis                            |               |
| Butch Cassidy and the Sundance Kid                                   | John Foreman                             |               |
| Hello, Dolly!                                                        | Ernest Lehman                            |               |
| Z                                                                    | Jacques Perrin en Ahmed Rachedi          |               |

### 1970-1979
| Jaar                            | Film                                                                                       | Producent(en) |
| ------------------------------- | ------------------------------------------------------------------------------------------ | ------------- |
| 1970 (43e)                      |                                                                                            |               |
| Patton                          | Frank McCarthy                                                                             |               |
| Airport                         | Ross Hunter                                                                                |               |
| Five Easy Pieces                | Bob Rafelson en Richard Wechsler                                                           |               |
| Love Story                      | Howard G. Minsky                                                                           |               |
| M*A*S*H                         | Ingo Preminger                                                                             |               |
| 1971 (44e)                      |                                                                                            |               |
| The French Connection           | Philip D'Antoni                                                                            |               |
| A Clockwork Orange              | Stanley Kubrick                                                                            |               |
| Fiddler on the Roof             | Norman Jewison                                                                             |               |
| The Last Picture Show           | Stephen J. Friedman                                                                        |               |
| Nicholas and Alexandra          | Sam Spiegel                                                                                |               |
| 1972 (45e)                      |                                                                                            |               |
| The Godfather                   | Albert S. Ruddy                                                                            |               |
| Cabaret                         | Cy Feuer                                                                                   |               |
| Deliverance                     | John Boorman                                                                               |               |
| The Emigrants                   | Bengt Forslund                                                                             |               |
| Sounder                         | Robert B. Radnitz                                                                          |               |
| 1973 (46e)                      |                                                                                            |               |
| The Sting                       | Tony Bill, Michael Phillips en Julia Phillips                                              |               |
| American Graffiti               | Francis Ford Coppola (producent) en Gary Kurtz (coproducent)                               |               |
| Cries and Whispers              | Ingmar Bergman                                                                             |               |
| The Exorcist                    | William Peter Blatty                                                                       |               |
| A Touch of Class                | Melvin Frank                                                                               |               |
| 1974 (47e)                      |                                                                                            |               |
| The Godfather Part II           | Francis Ford Coppola (producent), Gray Frederickson en Fred Roos (coproducenten)           |               |
| Chinatown                       | Robert Evans                                                                               |               |
| The Conversation                | Francis Ford Coppola (producent) en Fred Roos (coproducent)                                |               |
| Lenny                           | Marvin Worth                                                                               |               |
| The Towering Inferno            | Irwin Allen                                                                                |               |
| 1975 (48e)                      |                                                                                            |               |
| One Flew Over the Cuckoo's Nest | Saul Zaentz en Michael Douglas                                                             |               |
| Barry Lyndon                    | Stanley Kubrick                                                                            |               |
| Dog Day Afternoon               | Martin Bregman en Martin Elfand                                                            |               |
| Jaws                            | Richard D. Zanuck en David Brown                                                           |               |
| Nashville                       | Robert Altman                                                                              |               |
| 1976 (49e)                      |                                                                                            |               |
| Rocky                           | Irwin Winkler en Robert Chartoff                                                           |               |
| All the President's Men         | Walter Coblenz                                                                             |               |
| Bound for Glory                 | Robert F. Blumofe en Harold Leventhal                                                      |               |
| Network                         | Howard Gottfried                                                                           |               |
| Taxi Driver                     | Michael Phillips en Julia Phillips                                                         |               |
| 1977 (50e)                      |                                                                                            |               |
| Annie Hall                      | Charles H. Joffe                                                                           |               |
| The Goodbye Girl                | Ray Stark                                                                                  |               |
| Julia                           | Richard Roth                                                                               |               |
| Star Wars                       | Gary Kurtz                                                                                 |               |
| The Turning Point               | Herbert Ross en Arthur Laurents                                                            |               |
| 1978 (51e)                      |                                                                                            |               |
| The Deer Hunter                 | Barry Spikings, Michael Deeley, Michael Cimino en John Peverall                            |               |
| Coming Home                     | Jerome Hellman                                                                             |               |
| Heaven Can Wait                 | Warren Beatty                                                                              |               |
| Midnight Express                | Alan Marshall en David Puttnam                                                             |               |
| An Unmarried Woman              | Paul Mazursky en Tony Ray                                                                  |               |
| 1979 (52e)                      |                                                                                            |               |
| Kramer vs. Kramer               | Stanley R. Jaffe                                                                           |               |
| All That Jazz                   | Robert Alan Aurthur                                                                        |               |
| Apocalypse Now                  | Francis Coppola (producent), Fred Roos, Gray Frederickson en Tom Sternberg (coproducenten) |               |
| Breaking Away                   | Peter Yates                                                                                |               |
| Norma Rae                       | Tamara Asseyev en Alex Rose                                                                |               |

### 1980-1989
| Jaar                       | Film                                                               | Producent(en) |
| -------------------------- | ------------------------------------------------------------------ | ------------- |
| 1980 (53e)                 |                                                                    |               |
| Ordinary People            | Ronald L. Schwary                                                  |               |
| Coal Miner's Daughter      | Bernard Schwartz                                                   |               |
| The Elephant Man           | Jonathan Sanger                                                    |               |
| Raging Bull                | Irwin Winkler en Robert Chartoff                                   |               |
| Tess                       | Claude Berri (producent) en Timothy Burrill (coproducent)          |               |
| 1981 (54e)                 |                                                                    |               |
| Chariots of Fire           | David Puttnam                                                      |               |
| Atlantic City              | Denis Heroux en John Kemeny                                        |               |
| On Golden Pond             | Bruce Gilbert                                                      |               |
| Raiders of the Lost Ark    | Frank Marshall                                                     |               |
| Reds                       | Warren Beatty                                                      |               |
| 1982 (55e)                 |                                                                    |               |
| Gandhi                     | Richard Attenborough                                               |               |
| E.T. the Extra-Terrestrial | Steven Spielberg en Kathleen Kennedy                               |               |
| Missing                    | Edward Lewis en Mildred Lewis                                      |               |
| Tootsie                    | Sydney Pollack en Dick Richards                                    |               |
| The Verdict                | Richard D. Zanuck en David Brown                                   |               |
| 1983 (56e)                 |                                                                    |               |
| Terms of Endearment        | James L. Brooks                                                    |               |
| The Big Chill              | Michael Shamberg                                                   |               |
| The Dresser                | Peter Yates                                                        |               |
| The Right Stuff            | Irwin Winkler en Robert Chartoff                                   |               |
| Tender Mercies             | Philip S. Hobel                                                    |               |
| 1984 (57e)                 |                                                                    |               |
| Amadeus                    | Saul Zaentz                                                        |               |
| The Killing Fields         | David Puttnam                                                      |               |
| A Passage to India         | John Brabourne en Richard Goodwin                                  |               |
| Places in the Heart        | Arlene Donovan                                                     |               |
| A Soldier's Story          | Norman Jewison, Ronald L. Schwary en Patrick Palmer                |               |
| 1985 (58e)                 |                                                                    |               |
| Out of Africa              | Sydney Pollack                                                     |               |
| The Color Purple           | Steven Spielberg, Kathleen Kennedy, Frank Marshall en Quincy Jones |               |
| Kiss of the Spider Woman   | David Weisman                                                      |               |
| Prizzi's Honor             | John Foreman                                                       |               |
| Witness                    | Edward S. Feldman                                                  |               |
| 1986 (59e)                 |                                                                    |               |
| Platoon                    | Arnold Kopelson                                                    |               |
| Children of a Lesser God   | Burt Sugarman en Patrick Palmer                                    |               |
| Hannah and Her Sisters     | Robert Greenhut                                                    |               |
| The Mission                | Fernando Ghia en David Puttnam                                     |               |
| A Room with a View         | Ismail Merchant                                                    |               |
| 1987 (60e)                 |                                                                    |               |
| The Last Emperor           | Jeremy Thomas                                                      |               |
| Broadcast News             | James L. Brooks                                                    |               |
| Fatal Attraction           | Stanley R. Jaffe en Sherry Lansing                                 |               |
| Hope and Glory             | John Boorman                                                       |               |
| Moonstruck                 | Patrick Palmer en Norman Jewison                                   |               |
| 1988 (61e)                 |                                                                    |               |
| Rain Man                   | Mark Johnson                                                       |               |
| The Accidental Tourist     | Lawrence Kasdan, Charles Okun en Michael Grillo                    |               |
| Dangerous Liaisons         | Norma Heyman en Hank Moonjean                                      |               |
| Mississippi Burning        | Frederick Zollo en Robert F. Colesberry                            |               |
| Working Girl               | Douglas Wick                                                       |               |
| 1989 (62e)                 |                                                                    |               |
| Driving Miss Daisy         | Richard D. Zanuck en Lili Fini Zanuck                              |               |
| Born on the Fourth of July | A. Kitman Ho en Oliver Stone                                       |               |
| Dead Poets Society         | Steven Haft, Paul Junger Witt en Tony Thomas                       |               |
| Field of Dreams            | Lawrence Gordon en Charles Gordon                                  |               |
| My Left Foot               | Noel Pearson                                                       |               |

### 1990-1999
| Jaar                        | Film                                                                          | Producent(en) |
| --------------------------- | ----------------------------------------------------------------------------- | ------------- |
| 1990 (63e)                  |                                                                               |               |
| Dances with Wolves          | Jim Wilson en Kevin Costner                                                   |               |
| Awakenings                  | Walter F. Parkes en Lawrence Lasker                                           |               |
| Ghost                       | Lisa Weinstein                                                                |               |
| The Godfather Part III      | Francis Ford Coppola                                                          |               |
| GoodFellas                  | Irwin Winkler                                                                 |               |
| 1991 (64e)                  |                                                                               |               |
| The Silence of the Lambs    | Edward Saxon, Kenneth Utt en Ron Bozman                                       |               |
| Beauty and the Beast        | Don Hahn                                                                      |               |
| Bugsy                       | Mark Johnson, Barry Levinson en Warren Beatty                                 |               |
| JFK                         | A. Kitman Ho en Oliver Stone                                                  |               |
| The Prince of Tides         | Barbra Streisand en Andrew Karsch                                             |               |
| 1992 (65e)                  |                                                                               |               |
| Unforgiven                  | Clint Eastwood                                                                |               |
| The Crying Game             | Stephen Woolley                                                               |               |
| A Few Good Men              | David Brown, Rob Reiner en Andrew Scheinman                                   |               |
| Howards End                 | Ismail Merchant                                                               |               |
| Scent of a Woman            | Martin Brest                                                                  |               |
| 1993 (66e)                  |                                                                               |               |
| Schindler's List            | Steven Spielberg, Gerald R. Molen en Branko Lustig                            |               |
| The Fugitive                | Arnold Kopelson                                                               |               |
| In the Name of the Father   | Jim Sheridan                                                                  |               |
| The Piano                   | Jan Chapman                                                                   |               |
| The Remains of the Day      | Mike Nichols, John Calley en Ismail Merchant                                  |               |
| 1994 (67e)                  |                                                                               |               |
| Forrest Gump                | Wendy Finerman, Steve Tisch en Steve Starkey                                  |               |
| Four Weddings and a Funeral | Duncan Kenworthy                                                              |               |
| Pulp Fiction                | Lawrence Bender                                                               |               |
| Quiz Show                   | Robert Redford, Michael Jacobs, Julian Krainin en Michael Nozik               |               |
| The Shawshank Redemption    | Niki Marvin                                                                   |               |
| 1995 (68e)                  |                                                                               |               |
| Braveheart                  | Mel Gibson, Alan Ladd jr. en Bruce Davey                                      |               |
| Apollo 13                   | Brian Grazer                                                                  |               |
| Babe                        | George Miller, Doug Mitchell en Bill Miller                                   |               |
| The Postman (Il Postino)    | Mario Cecchi Gori, Vittorio Cecchi Gori en Gaetano Daniele                    |               |
| Sense and Sensibility       | Lindsay Doran                                                                 |               |
| 1996 (69e)                  |                                                                               |               |
| The English Patient         | Saul Zaentz                                                                   |               |
| Fargo                       | Ethan Coen                                                                    |               |
| Jerry Maguire               | James L. Brooks, Laurence Mark, Richard Sakai en Cameron Crowe                |               |
| Secrets & Lies              | Simon Channing-Williams                                                       |               |
| Shine                       | Jane Scott                                                                    |               |
| 1997 (70e)                  |                                                                               |               |
| Titanic                     | James Cameron en Jon Landau                                                   |               |
| As Good as It Gets          | James L. Brooks, Bridget Johnson en Kristi Zea                                |               |
| The Full Monty              | Uberto Pasolini                                                               |               |
| Good Will Hunting           | Lawrence Bender                                                               |               |
| L.A. Confidential           | Arnon Milchan, Curtis Hanson en Michael Nathanson                             |               |
| 1998 (71e)                  |                                                                               |               |
| Shakespeare in Love         | David Parfitt, Donna Gigliotti, Harvey Weinstein, Edward Zwick en Marc Norman |               |
| Elizabeth                   | Alison Owen, Eric Fellner en Tim Bevan                                        |               |
| Life Is Beautiful           | Elda Ferri en Gianluigi Braschi                                               |               |
| Saving Private Ryan         | Steven Spielberg, Ian Bryce, Mark Gordon en Gary Levinsohn                    |               |
| The Thin Red Line           | Robert Michael Geisler, John Roberdeau en Grant Hill                          |               |
| 1999 (72e)                  |                                                                               |               |
| American Beauty             | Bruce Cohen en Dan Jinks                                                      |               |
| The Cider House Rules       | Richard N. Gladstein                                                          |               |
| The Green Mile              | David Valdes en Frank Darabont                                                |               |
| The Insider                 | Michael Mann en Pieter Jan Brugge                                             |               |
| The Sixth Sense             | Frank Marshall, Kathleen Kennedy en Barry Mendel                              |               |

### 2000-2009
| Jaar                                              | Film                                                                 | Producent(en) |
| ------------------------------------------------- | -------------------------------------------------------------------- | ------------- |
| 2000 (73e)                                        |                                                                      |               |
| Gladiator                                         | Douglas Wick, David Franzioni en Branko Lustig                       |               |
| Chocolat                                          | David Brown, Kit Golden en Leslie Holleran                           |               |
| Crouching Tiger, Hidden Dragon                    | Bill Kong, Hsu Li Kong en Ang Lee                                    |               |
| Erin Brockovich                                   | Danny DeVito, Michael Shamberg en Stacey Sher                        |               |
| Traffic                                           | Edward Zwick, Marshall Herskovitz en Laura Bickford                  |               |
| 2001 (74e)                                        |                                                                      |               |
| A Beautiful Mind                                  | Brian Grazer en Ron Howard                                           |               |
| Gosford Park                                      | Robert Altman, Bob Balaban en David Levy                             |               |
| In the Bedroom                                    | Graham Leader, Ross Katz en Todd Field                               |               |
| The Lord of the Rings: The Fellowship of the Ring | Peter Jackson, Fran Walsh en Barrie M. Osborne                       |               |
| Moulin Rouge!                                     | Martin Brown, Baz Luhrmann en Fred Baron                             |               |
| 2002 (75e)                                        |                                                                      |               |
| Chicago                                           | Martin Richards                                                      |               |
| Gangs of New York                                 | Alberto Grimaldi en Harvey Weinstein                                 |               |
| The Hours                                         | Scott Rudin en Robert Fox                                            |               |
| The Lord of the Rings: The Two Towers             | Barrie M. Osborne, Fran Walsh en Peter Jackson                       |               |
| The Pianist                                       | Roman Polański, Robert Benmussa en Alain Sarde                       |               |
| 2003 (76e)                                        |                                                                      |               |
| The Lord of the Rings: The Return of the King     | Barrie M. Osborne, Peter Jackson en Fran Walsh                       |               |
| Lost in Translation                               | Ross Katz en Sofia Coppola                                           |               |
| Master and Commander: The Far Side of the World   | Samuel Goldwyn jr., Peter Weir en Duncan Henderson                   |               |
| Mystic River                                      | Robert Lorenz, Judie G. Hoyt en Clint Eastwood                       |               |
| Seabiscuit                                        | Kathleen Kennedy, Frank Marshall en Gary Ross                        |               |
| 2004 (77e)                                        |                                                                      |               |
| Million Dollar Baby                               | Clint Eastwood, Albert S. Ruddy en Tom Rosenberg                     |               |
| The Aviator                                       | Michael Mann en Graham King                                          |               |
| Finding Neverland                                 | Richard N. Gladstein en Nellie Bellflower                            |               |
| Ray                                               | Taylor Hackford, Stuart Benjamin en Howard Baldwin                   |               |
| Sideways                                          | Michael London                                                       |               |
| 2005 (78e)                                        |                                                                      |               |
| Crash                                             | Paul Haggis en Cathy Schulman                                        |               |
| Brokeback Mountain                                | Diana Ossana en James Schamus                                        |               |
| Capote                                            | Caroline Baron, William Vince en Michael Ohoven                      |               |
| Good Night, and Good Luck                         | Grant Heslov                                                         |               |
| Munich                                            | Kathleen Kennedy, Steven Spielberg en Barry Mendel                   |               |
| 2006 (79e)                                        |                                                                      |               |
| The Departed                                      | Graham King                                                          |               |
| Babel                                             | Alejandro González Iñárritu, Jon Kilik en Steve Golin                |               |
| Letters from Iwo Jima                             | Clint Eastwood, Steven Spielberg en Robert Lorenz                    |               |
| Little Miss Sunshine                              | David T. Friendly, Peter Saraf en Marc Turtletaub                    |               |
| The Queen                                         | Andy Harries, Christine Langan en Tracey Seaward                     |               |
| 2007 (80e)                                        |                                                                      |               |
| No Country for Old Men                            | Scott Rudin, Ethan Coen en Joel Coen                                 |               |
| Atonement                                         | Tim Bevan, Eric Fellner en Paul Webster                              |               |
| Juno                                              | Lianne Halfon, Mason Novick en Russell Smith                         |               |
| Michael Clayton                                   | Sydney Pollack, Jennifer Fox en Kerry Orent                          |               |
| There Will Be Blood                               | JoAnne Sellar, Paul Thomas Anderson en Daniel Lupi                   |               |
| 2008 (81e)                                        |                                                                      |               |
| Slumdog Millionaire                               | Christian Colson                                                     |               |
| The Curious Case of Benjamin Button               | Kathleen Kennedy, Frank Marshall en Ceán Chaffin                     |               |
| Frost/Nixon                                       | Brian Grazer, Ron Howard en Eric Fellner                             |               |
| Milk                                              | Dan Jinks en Bruce Cohen                                             |               |
| The Reader                                        | Anthony Minghella, Sydney Pollack, Donna Gigliotti en Redmond Morris |               |
| 2009 (82e)                                        |                                                                      |               |
| The Hurt Locker                                   | Kathryn Bigelow, Mark Boal, Nicolas Chartier en Greg Shapiro         |               |
| Avatar                                            | James Cameron en Jon Landau                                          |               |
| The Blind Side                                    | Gil Netter, Andrew A. Kosove en Broderick Johnson                    |               |
| District 9                                        | Peter Jackson en Carolynne Cunningham                                |               |
| An Education                                      | Finola Dwyer en Amanda Posey                                         |               |
| Inglourious Basterds                              | Lawrence Bender                                                      |               |
| Precious: Based on the Novel "Push" by Sapphire   | Lee Daniels, Sarah Siegel-Magness en Gary Magness                    |               |
| A Serious Man                                     | Joel Coen en Ethan Coen                                              |               |
| Up                                                | Jonas Rivera                                                         |               |
| Up in the Air                                     | Daniel Dubiecki, Ivan Reitman en Jason Reitman                       |               |

### 2010-2019
| Jaar                                            | Film                                                                               | Producent(en) |
| ----------------------------------------------- | ---------------------------------------------------------------------------------- | ------------- |
| 2010 (83e)                                      |                                                                                    |               |
| The King's Speech                               | Iain Canning, Emile Sherman en Gareth Unwin                                        |               |
| 127 Hours                                       | Christian Colson, Danny Boyle en John Smithson                                     |               |
| Black Swan                                      | Mike Medavoy, Brian Oliver en Scott Franklin                                       |               |
| The Fighter                                     | David Hoberman, Todd Lieberman en Mark Wahlberg                                    |               |
| Inception                                       | Emma Thomas en Christopher Nolan                                                   |               |
| The Kids Are All Right                          | Gary Gilbert, Jeffrey Levy-Hinte en Celine Rattray                                 |               |
| The Social Network                              | Scott Rudin, Dana Brunetti, Michael De Luca en Ceán Chaffin                        |               |
| Toy Story 3                                     | Darla K. Anderson                                                                  |               |
| True Grit                                       | Scott Rudin, Ethan Coen en Joel Coen                                               |               |
| Winter's Bone                                   | Anne Rosellini en Alix Madigan-Yorkin                                              |               |
| 2011 (84e)                                      |                                                                                    |               |
| The Artist                                      | Thomas Langmann                                                                    |               |
| The Descendants                                 | Jim Burke, Alexander Payne en Jim Taylor                                           |               |
| Extremely Loud & Incredibly Close               | Scott Rudin                                                                        |               |
| The Help                                        | Brunson Green, Chris Columbus en Michael Barnathan                                 |               |
| Hugo                                            | Graham King en Martin Scorsese                                                     |               |
| Midnight in Paris                               | Letty Aronson en Stephen Tenenbaum                                                 |               |
| Moneyball                                       | Michael De Luca, Rachael Horovitz en Brad Pitt                                     |               |
| The Tree of Life                                | Sarah Green, Bill Pohlad, Dede Gardner en Grant Hill                               |               |
| War Horse                                       | Steven Spielberg en Kathleen Kennedy                                               |               |
| 2012 (85e)                                      |                                                                                    |               |
| Argo                                            | Grant Heslov, Ben Affleck en George Clooney                                        |               |
| Amour                                           | Margaret Menegoz, Stefan Arndt, Veit Heiduschka en Michael Katz                    |               |
| Beasts of the Southern Wild                     | Dan Janvey, Josh Penn en Michael Gottwald                                          |               |
| Django Unchained                                | Stacey Sher, Reginald Hudlin en Pilar Savone                                       |               |
| Les Misérables                                  | Tim Bevan, Eric Fellner, Debra Hayward en Cameron Mackintosh                       |               |
| Life of Pi                                      | Gil Netter, Ang Lee en David Womark                                                |               |
| Lincoln                                         | Steven Spielberg en Kathleen Kennedy                                               |               |
| Silver Linings Playbook                         | Donna Gigliotti, Bruce Cohen en Jonathan Gordon                                    |               |
| Zero Dark Thirty                                | Mark Boal, Kathryn Bigelow en Megan Ellison                                        |               |
| 2013 (86e)                                      |                                                                                    |               |
| 12 Years a Slave                                | Brad Pitt, Dede Gardner, Jeremy Kleiner, Steve McQueen en Anthony Katagas          |               |
| American Hustle                                 | Charles Roven, Richard Suckle, Megan Ellison en Jonathan Gordon                    |               |
| Captain Phillips                                | Scott Rudin, Dana Brunetti en Michael De Luca                                      |               |
| Dallas Buyers Club                              | Robbie Brenner en Rachel Winter                                                    |               |
| Gravity                                         | Alfonso Cuarón en David Heyman                                                     |               |
| Her                                             | Megan Ellison, Spike Jonze en Vincent Landay                                       |               |
| Nebraska                                        | Albert Berger en Ron Yerxa                                                         |               |
| Philomena                                       | Gabrielle Tana, Steve Coogan en Tracey Seaward                                     |               |
| The Wolf of Wall Street                         | Martin Scorsese, Leonardo DiCaprio, Joey McFarland en Emma Tillinger Koskoff       |               |
| 2014 (87e)                                      |                                                                                    |               |
| Birdman or (The Unexpected Virtue of Ignorance) | Alejandro G. Iñárritu, John Lesher en James W. Skotchdopole                        |               |
| American Sniper                                 | Clint Eastwood, Robert Lorenz, Andrew Lazar, Bradley Cooper en Peter Morgan        |               |
| Boyhood                                         | Richard Linklater en Cathleen Sutherland                                           |               |
| The Grand Budapest Hotel                        | Wes Anderson, Scott Rudin, Steven Rales en Jeremy Dawson                           |               |
| The Imitation Game                              | Nora Grossman, Ido Ostrowsky en Teddy Schwarzman                                   |               |
| Selma                                           | Christian Colson, Oprah Winfrey, Dede Gardner en Jeremy Kleiner                    |               |
| The Theory of Everything                        | Tim Bevan, Eric Fellner, Lisa Bruce en Anthony McCarten                            |               |
| Whiplash                                        | Jason Blum, Helen Estabrook en David Lancaster                                     |               |
| 2015 (88e)                                      |                                                                                    |               |
| Spotlight                                       | Michael Sugar, Steve Golin, Nicole Rocklin en Blye Pagon Faust                     |               |
| The Big Short                                   | Brad Pitt, Dede Gardner en Jeremy Kleiner                                          |               |
| Bridge of Spies                                 | Steven Spielberg, Marc Platt en Kristie Macosko Krieger                            |               |
| Brooklyn                                        | Finola Dwyer en Amanda Posey                                                       |               |
| Mad Max: Fury Road                              | Doug Mitchell en George Miller                                                     |               |
| The Martian                                     | Simon Kinberg, Ridley Scott, Michael Schaefer en Mark Huffam                       |               |
| The Revenant                                    | Arnon Milchan, Steve Golin, Alejandro G. Iñárritu, Mary Parent en Keith Redmon     |               |
| Room                                            | Ed Guiney                                                                          |               |
| 2016 (89e)                                      |                                                                                    |               |
| Moonlight                                       | Adele Romanski, Dede Gardner en Jeremy Kleiner                                     |               |
| Arrival                                         | Shawn Levy, Dan Levine, Aaron Ryder en David Linde                                 |               |
| Fences                                          | Scott Rudin, Denzel Washington en Todd Black                                       |               |
| Hacksaw Ridge                                   | Bill Mechanic en David Permut                                                      |               |
| Hell or High Water                              | Carla Hacken en Julie Yorn                                                         |               |
| Hidden Figures                                  | Donna Gigliotti, Peter Chernin, Jenno Topping, Pharrell Williams en Theodore Melfi |               |
| La La Land                                      | Fred Berger, Jordan Horowitz en Marc Platt                                         |               |
| Lion                                            | Emile Sherman, Iain Canning en Angie Fielder                                       |               |
| Manchester by the Sea                           | Matt Damon, Kimberly Steward, Chris Moore, Lauren Beck en Kevin J. Walsh           |               |
| 2017 (90e)                                      |                                                                                    |               |
| The Shape of Water                              | Guillermo del Toro en J. Miles Dale                                                |               |
| Call Me by Your Name                            | Peter Spears, Luca Guadagnino, Emilie Georges en Marco Morabito                    |               |
| Darkest Hour                                    | Tim Bevan, Eric Fellner, Lisa Bruce, Anthony McCarten en Douglas Urbanski          |               |
| Dunkirk                                         | Emma Thomas en Christopher Nolan                                                   |               |
| Get Out                                         | Sean McKittrick, Jason Blum, Edward H. Hamm jr. en Jordan Peele                    |               |
| Lady Bird                                       | Scott Rudin, Eli Bush en Evelyn O'Neill                                            |               |
| Phantom Thread                                  | JoAnne Sellar, Paul Thomas Anderson, Megan Ellison en Daniel Lupi                  |               |
| The Post                                        | Amy Pascal, Steven Spielberg en Kristie Macosko Krieger                            |               |
| Three Billboards Outside Ebbing, Missouri       | Graham Broadbent, Pete Czernin en Martin McDonagh                                  |               |
| 2018 (91e)                                      |                                                                                    |               |
| Green Book                                      | Jim Burke, Charles B. Wessler, Brian Currie, Peter Farrelly en Nick Vallelonga     |               |
| Black Panther                                   | Kevin Feige                                                                        |               |
| BlacKkKlansman                                  | Sean McKittrick, Jason Blum, Raymond Mansfield, Jordan Peele en Spike Lee          |               |
| Bohemian Rhapsody                               | Graham King                                                                        |               |
| The Favourite                                   | Ceci Dempsey, Ed Guiney, Lee Magiday en Giorgos Lanthimos                          |               |
| Roma                                            | Gabriela Rodríguez en Alfonso Cuarón                                               |               |
| A Star Is Born                                  | Bill Gerber, Bradley Cooper en Lynette Howell Taylor                               |               |
| Vice                                            | Dede Gardner, Jeremy Kleiner, Adam McKay en Kevin Messick                          |               |
| 2019 (92e)                                      |                                                                                    |               |
| Parasite                                        | Kwak Sin-ae en Bong Joon-ho                                                        |               |
| 1917                                            | Sam Mendes, Pippa Harris, Jayne-Ann Tenggren en Callum McDougall                   |               |
| Ford v Ferrari                                  | Peter Chernin, Jenno Topping en James Mangold                                      |               |
| The Irishman                                    | Martin Scorsese, Robert De Niro, Jane Rosenthal en Emma Tillinger Koskoff          |               |
| Jojo Rabbit                                     | Carthew Neal, Taika Waititi en Chelsea Winstanley                                  |               |
| Joker                                           | Todd Phillips, Bradley Cooper en Emma Tillinger Koskoff                            |               |
| Little Women                                    | Amy Pascal                                                                         |               |
| Marriage Story                                  | Noah Baumbach en David Heyman                                                      |               |
| Once Upon a Time in Hollywood                   | David Heyman, Shannon McIntosh en Quentin Tarantino                                |               |

### 2020-2029
| Jaar                              | Film                                                                                  | Producent(en) |
| --------------------------------- | ------------------------------------------------------------------------------------- | ------------- |
| 2020 (93e)                        |                                                                                       |               |
| Nomadland                         | Frances McDormand, Peter Spears, Mollye Asher, Dan Janvey en Chloé Zhao               |               |
| The Father                        | David Parfitt, Jean-Louis Livi en Philippe Carcassonne                                |               |
| Judas and the Black Messiah       | Shaka King, Charles D. King en Ryan Coogler                                           |               |
| Mank                              | Ceán Chaffin, Eric Roth en Douglas Urbanski                                           |               |
| Minari                            | Christina Oh                                                                          |               |
| Promising Young Woman             | Ben Browning, Ashley Fox, Emerald Fennell en Josey McNamara                           |               |
| Sound of Metal                    | Bert Hamelinck en Sacha Ben Harroche                                                  |               |
| The Trial of the Chicago 7        | Marc Platt en Stuart Besser                                                           |               |
| 2021 (94e)                        |                                                                                       |               |
| CODA                              | Philippe Rousselet, Fabrice Gianfermi en Patrick Wachsberger                          |               |
| Belfast                           | Laura Berwick, Kenneth Branagh, Becca Kovacik en Tamar Thomas                         |               |
| Don't Look Up                     | Adam McKay en Kevin Messick                                                           |               |
| Drive My Car                      | Teruhisa Yamamoto                                                                     |               |
| Dune                              | Mary Parent, Denis Villeneuve en Cale Boyter                                          |               |
| King Richard                      | Tim White, Trevor White en Will Smith                                                 |               |
| Licorice Pizza                    | Sara Murphy, Adam Somner en Paul Thomas Anderson                                      |               |
| Nightmare Alley                   | Guillermo del Toro, J. Miles Dale en Bradley Cooper                                   |               |
| The Power of the Dog              | Jane Campion, Tanya Seghatchian, Emile Sherman, Iain Canning en Roger Frappier        |               |
| West Side Story                   | Steven Spielberg en Kristie Macosko Krieger                                           |               |
| 2022 (95e)                        |                                                                                       |               |
| Everything Everywhere All at Once | Daniel Kwan, Daniel Scheinert en Jonathan Wang                                        |               |
| All Quiet on the Western Front    | Malte Grunert                                                                         |               |
| Avatar: The Way of Water          | James Cameron en Jon Landau                                                           |               |
| The Banshees of Inisherin         | Graham Broadbent, Pete Czernin en Martin McDonagh                                     |               |
| Elvis                             | Baz Luhrmann, Catherine Martin, Gail Berman, Patrick McCormick en Schuyler Weiss      |               |
| The Fabelmans                     | Kristie Macosko Krieger, Steven Spielberg en Tony Kushner                             |               |
| Tár                               | Todd Field, Alexandra Milchan en Scott Lambert                                        |               |
| Top Gun: Maverick                 | Tom Cruise, Christopher McQuarrie, David Ellison en Jerry Bruckheimer                 |               |
| Triangle of Sadness               | Erik Hemmendorff en Philippe Bober                                                    |               |
| Women Talking                     | Dede Gardner, Jeremy Kleiner en Frances McDormand                                     |               |
| 2023 (96e)                        |                                                                                       |               |
| Oppenheimer                       | Emma Thomas, Charles Roven en Christopher Nolan                                       |               |
| American Fiction                  | Ben LeClair, Nikos Karamigios, Cord Jefferson en Jermaine Johnson                     |               |
| Anatomy of a Fall                 | Marie-Ange Luciani en David Thion                                                     |               |
| Barbie                            | David Heyman, Margot Robbie, Tom Ackerley en Robbie Brenner                           |               |
| The Holdovers                     | Mark Johnson                                                                          |               |
| Killers of the Flower Moon        | Dan Friedkin, Bradley Thomas, Martin Scorsese en Daniel Lupi                          |               |
| Maestro                           | Bradley Cooper, Steven Spielberg, Fred Berner, Amy Durning en Kristie Macosko Krieger |               |
| Past Lives                        | David Hinojosa, Christine Vachon en Pamela Koffler                                    |               |
| Poor Things                       | Ed Guiney, Andrew Lowe, Giorgos Lanthimos en Emma Stone                               |               |
| The Zone of Interest              | James Wilson                                                                          |               |
| 2024 (97e)                        |                                                                                       |               |
| Anora                             | Alex Coco, Samantha Quan en Sean Baker                                                |               |
| The Brutalist                     | Brady Corbet, D.J. Gugenheim, Brian Young, Andrew Morrison en Nick Gordon             |               |
| A Complete Unknown                | Fred Berger, James Mangold en Alex Heineman                                           |               |
| Conclave                          | Tessa Ross, Juliette Howell en Michael A. Jackman                                     |               |
| Dune: Part Two                    | Mary Parent, Cale Boyter, Tanya Lapointe en Denis Villeneuve                          |               |
| Emilia Pérez                      | Pascal Caucheteux en Jacques Audiard                                                  |               |
| I'm Still Here                    | Maria Carlota Bruno en Rodrigo Teixeira                                               |               |
| Nickel Boys                       | Dede Gardner, Jeremy Kleiner en Joslyn Barnes                                         |               |
| The Substance                     | Coralie Fargeat, Tim Bevan en Eric Fellner                                            |               |
| Wicked                            | Marc Platt                                                                            |               |

1927-28 - Wings / Sunrise: A Song of Two Humans · 
1928-29 - The Broadway Melody · 
1929-30 - All Quiet on the Western Front · 
1930-31 - Cimarron · 
1931-32 - Grand Hotel · 
1932-33 - Cavalcade · 
1934 - It Happened One Night · 
1935 - Mutiny on the Bounty · 
1936 - The Great Ziegfeld · 
1937 - The Life of Emile Zola · 
1938 - You Can't Take It with You · 
1939 - Gone with the Wind · 
1940 - Rebecca · 
1941 - How Green Was My Valley · 
1942 - Mrs. Miniver · 
1943 - Casablanca · 
1944 - Going My Way · 
1945 - The Lost Weekend · 
1946 - The Best Years of Our Lives · 
1947 - Gentleman's Agreement · 
1948 - Hamlet · 
1949 - All the King's Men · 
1950 - All About Eve · 
1951 - An American in Paris · 
1952 - The Greatest Show on Earth · 
1953 - From Here to Eternity · 
1954 - On the Waterfront · 
1955 - Marty · 
1956 - Around the World in Eighty Days · 
1957 - The Bridge on the River Kwai · 
1958 - Gigi · 
1959 - Ben-Hur · 
1960 - The Apartment · 
1961 - West Side Story · 
1962 - Lawrence of Arabia · 
1963 - Tom Jones · 
1964 - My Fair Lady · 
1965 - The Sound of Music · 
1966 - A Man for All Seasons · 
1967 - In the Heat of the Night · 
1968 - Oliver! · 
1969 - Midnight Cowboy · 
1970 - Patton · 
1971 - The French Connection · 
1972 - The Godfather · 
1973 - The Sting · 
1974 - The Godfather Part II · 
1975 - One Flew Over the Cuckoo's Nest · 
1976 - Rocky · 
1977 - Annie Hall · 
1978 - The Deer Hunter · 
1979 - Kramer vs. Kramer · 
1980 - Ordinary People · 
1981 - Chariots of Fire · 
1982 - Gandhi · 
1983 - Terms of Endearment · 
1984 - Amadeus · 
1985 - Out of Africa · 
1986 - Platoon · 
1987 - The Last Emperor · 
1988 - Rain Man · 
1989 - Driving Miss Daisy · 
1990 - Dances with Wolves · 
1991 - The Silence of the Lambs · 
1992 - Unforgiven · 
1993 - Schindler's List · 
1994 - Forrest Gump · 
1995 - Braveheart · 
1996 - The English Patient · 
1997 - Titanic · 
1998 - Shakespeare in Love · 
1999 - American Beauty · 
2000 - Gladiator · 
2001 - A Beautiful Mind · 
2002 - Chicago · 
2003 - The Lord of the Rings: The Return of the King · 
2004 - Million Dollar Baby · 
2005 - Crash · 
2006 - The Departed · 
2007 - No Country for Old Men · 
2008 - Slumdog Millionaire · 
2009 - The Hurt Locker · 
2010 - The King's Speech · 
2011 - The Artist · 
2012 - Argo · 
2013 - 12 Years a Slave · 
2014 - Birdman · 
2015 - Spotlight · 
2016 - Moonlight · 
2017 - The Shape of Water · 
2018 - Green Book · 
2019 - Parasite · 
2020 - Nomadland · 
2021 - CODA · 
2022 - Everything Everywhere All at Once · 
2023 - Oppenheimer · 
2024 - Anora